# Люди-панди
«Люди-панди» (кит. трад.: 熊貓人; спрощ.: 熊猫人) — тайванський телевізійний серіал 2010 року, знятий режисером Джеєм Чоу, який одним із головних акторів поруч з акторами Юхао Чжань і Девонь Сон.

## Акторський склад

### Головні ролі
| Актор                      | Роль            |
| -------------------------- | --------------- |
| Джей Чоу                   | детектив Лео Лі |
| Юхао Чжань                 | Пань Да         |
| Девонь Сон                 | Чи Нань Цзє     |
| Джессі Чиан (Цзян Юй-чень) | Цзян Сяо Юй     |
| Тіффані Танґ               | Лілі Я          |
| Ван Цзін                   | Лу Ши Цін       |
| Ґо Сяо Чжун (Ґо Яо-чжун)   | Шуай Ань Ґе     |
| Тянь Цзін Цюань            | Ван Ху          |
| Лі Ко Хсиан (Лі Ґо-сю)     | Лі Чжень Юань   |

### Другорядні ролі
| Актор                            | Роль         |
| -------------------------------- | ------------ |
| Цзю Кун                          | Цян Шу       |
| Ань Че-хао (Ань Цзе-хао)         | директор     |
| Едісон Хуан (Хуан Хуай-чень)     | Бей Доу      |
| Ду Ко-чан (Ду Ґо-чжан)           | Ду           |
| Ляо Чиень-лін (Ляо Цзянь-лін)    | дівчина-тигр |
| Чю Кай-вей (Цю Кай-вей)          | Даррен       |
| Ян Чан-чин (Ян Чан-цін)          | Чунь         |
| Да Чен                           | Хей          |
| Є Тиан-лунь                      | Ву Лун       |
| Хуан Тай-ань                     | Май          |
| Лі Чо-ен (Лі Чжо-ень)            | Ерік         |
| Лю Хсюй-хао (Лю Сюй-хао)         | Ван Лу       |
| Мун Ван (Ван Юе)                 | Мама Шень    |
| Хуан Чюнь-лан (Хуан Цзюнь-лан)   | Чень Чао     |
| Лі Чи-чинь (Лі Чжи-цінь)         |              |
| Чжен Вань-хсюан (Чжен Юй-сюань)  | Хань Хань    |
| Юань Хсяо-юй (Юань Сяо-сюй)      | Чжен Сін Ці  |
| Ко Ке-юй (Ґо Ке-юй)              | Ма Фень      |
| Є Хун-тін                        | Лю Ман       |
| Лінь Хсинь-хсиан (Лінь Сінь-сян) | Чен Цзін     |
| Лян Хсю-чіх (Лян Сю-чжи)         |              |
| Да Чун (Тай Жун)                 |              |
| Мелтон Моррісон                  |              |

### Камео
| Актор       | Роль           |
| ----------- | -------------- |
| Ерік Цан    | батько Пань Да |
| Джеррі Янь  | детектив Чень  |
| Шон Юе      | Ло Хань        |
| Вілл Пань   | Джейсон        |
| Вінцент Фан | Шань Ян        |
| Вілл Лю     | Цань Лан       |
| Сінді Єнь   | Сінді          |

## Рейтинги глядацької аудиторії
| Епізод | Дата виходу     | Середній бал |
| ------ | --------------- | ------------ |
| 1      | 5 лютого 2010   | 0.77         |
| 2      | 12 лютого 2010  | 0.60         |
| 3      | 19 лютого 2010  | 0.48         |
| 4      | 26 лютого 2010  | 0.47         |
| 5      | 5 березня 2010  | 0.36         |
| 6      | 12 березня 2010 | 0.32         |